# Пероксид рения
Пероксид рения — неорганическое соединение, пероксид металла рения с формулой ReO4,
красновато-жёлтые кристаллы,
растворимые в воде с разложением.

## Получение
- Действие кислорода на нагретые тонко измельчённые рений или оксид рения(VII):

{\displaystyle {\mathsf {Re+2O_{2}\ {\xrightarrow {150^{o}C}}\ ReO_{4}}}}
{\displaystyle {\mathsf {2Re_{2}O_{7}+O_{2}\ {\xrightarrow {150^{o}C}}\ 4ReO_{4}}}}

## Физические свойства
Пероксид рения образует красновато-жёлтые кристаллы,
под действием ультрафиолета, нагревании или при растворении разлагается, теряя кислород.

## Химические свойства
- Разлагается при нагревании:

{\displaystyle {\mathsf {4ReO_{4}\ {\xrightarrow {T}}\ 2Re_{2}O_{7}+O_{2}}}}
- Растворяется в воде и раствор медленно разлагается:

{\displaystyle {\mathsf {4ReO_{4}+2H_{2}O\ {\xrightarrow {}}\ 4HReO_{4}+O_{2}}}}